# Tanja Zajc Zupan
Tanja Zajc Zupan, slovenska citrarka, * 15. marec 1972, Ljubljana
V mladosti je poleg citer, ki jih je začela igrati pri 10. letih, igrala klavirsko in diatonično harmoniko. Ima dokončano nižjo glasbeno šolo. Naredila je srednjo ekonomsko in Visoko upravno šolo v Ljubljani.
Leta 1990 je kot dijakinja kandidirala za družbenopolitični zbor občine Domžale v volilni enoti 2 kot 12. na listi ZSMS – Liberalna stranka in Zeleni Slovenije.

### Zasebno
Ima brata in sestro, z družino je živela v Viru pri Domžalah. Je poročena in ima dva otroka.

## Diskografija
- Sanjarjenje (1993)

- Ko pride polnoč (Aria Records, 1993)

- Od tod do večnosti (TZZ, 1994)
- Sanjarjenje (ZKP RTV SLO, 1994)
- Vrni se (T. Zajc Zupan, 1994)

- Srečen božič (Unigraf, 1995)

- Vse moje ljubezni (Unigraf, 1996)

- Srce mi bije za te (Unigraf, 1997)

- Tisoč noči (Unigraf, 1998)

- S teboj plesala bi (Unigraf, 2000)

- Vse je lepše, ker te ljubim (Unigraf, 2002)

- Prinesi mi rože (Unigraf, 2004)

- Ko mi rečeš, da me ljubiš (Unigraf, 2007)

- Najlepše balade (TZZ, 2011)

- Nitke življenja (TZZ, 2012)
- Ljubljena (T. Zajc Zupan, 2020)